# Mukkalai csata
A mukallai csata az al-Káida arab-félszigeti részlege, helyi törzsek és a jemeni hadsereg között vívott harc volt, melynek célja a Jemenben a tengerparton fekvő Mukalla ellenőrzésének fenntartása illetve megszerzése volt.

## A csata
Az al-Káida harcosai 2015. április 2-án léptek be Mukallába, több kormányzati épület, így az elnöki palota fölött is átvették a hatalmat. Rakétavető gránátokkal megtámadták a helyi központi börtönt is, ahonnét 300 fogoly szabadult ki, köztük számos militáns is. Ezen kívül a központi bank helyi kirendeltségét is lerohanták. A jelentések szerint a csoport szinte ellenállás nélkül foglalta el a települést. A jemeni hadsereg utolsó ereit április 3-án aknavetőkkel űzték el, miután megerősítették az utánpótlásukat. A közösségi oldalakon olyan fényképek terjedtekm, melyeken az Al-Káida egyik vezetője, Khalid Batarfi áll az elnöki palota előtt.
A The Washington Post a szaúd-arábiai ág megalakításának is tekintett, a helyi szárny emírjének, Nasir al-Wuhayshinak a 2006-os kiszabadításához hasonlította a történteket.
Április 4-én környékbeli helyi törzsek vették át két elhagyatott katonai bázis felett az irányítást. Ezután teherautókkal behatoltak Mukkalába. A helyzet április 5-én tovább fokozódott, mikor is a Yemen Times értesülései szerint az al-Káida helyi szervezete körülzárta a várost, de abba bejutni már nem tudott. A Reuters értesülései szerint a törzs emberei sikeresen elfoglalták a dzsihádistáktól a város túlnyomó részét, a terrorszervezet tagjait kiszorították, de a jelentések szerint a környéken több militáns is elrejtőzött. Április 5-én a jemeni hadsereg és a törzsiek összecsapásában a törzs egy tagja és két katona vesztette életét.
A Yemen Observer törzsi forrásokra hivatkozva azt írta április 7-én, hogy Hadhramaut Törzsi Szövetség és a leköszönt Abd Rabbuh Manszúr al-Hádi elnök hívei sikeresen visszafoglalták a várost. A Reuters viszont helyi lakosok beszámolói alapján azt írta, még mindig az al-Káida ellenőrzése alatt áll Mukallának legalább a fele.
A terrorszervezet magát Hadhramaut fiainak nevező egysége 16-án egy gyalogsági ellenőrző pontot és egy olajállomást foglalt el Mukkala centrumában. A város külső területein egy honvédelmi repteret és egy kiképzőbázist szálltak meg. A jelentések szerint a jemeni hadsereg – a milicistákkal való összecsapást megelőzve – kivonta a csapatot a városból. A dzsihádisták egy katonai raktárat foglaltak el, ahol több tank, Katyusa rakétakilövő és többféle kézi fegyvert őriztek. Ez nagy segítséget jelentett, hogy konszolidálni tudják a Hadhramautban elfoglalt állásaikat.

## Kapcsolódó események
Az Amerikai Egyesült Államok egy drónja április 12-én Mukallától nyugatra lelőtte az al-Káida egyik helyi vezetőjét és egyben szóvivőjét, Ibrahim al-Rubeisht. Al Anad Air Base előző hónapban elkövetett kivégzése óta ez volt az USA első itteni légicsapása. Al-Rubeish egyszer már volt a guantanamói táborban, ahonnét akkor 5 év fogság után, 2006-ban szabadult ki.
Április 16-án körülbelül 4000, a 135. Brigád kötelékében szolgálatot teljesítő katona állt át a Saleh vezette houthiktól Hadi híveihez. Három nappal később, április 19-én Abdulrahman al-Halily tábornok kijelentette, hogy az Első Katonai Körzet és annak legalább 15,000 katonája szintén támogatja Hadit.